# Turn-Weltmeisterschaften 1938
Die 11. Turn-Weltmeisterschaften fanden vom 30. Juni bis zum 1. Juli 1938 zum zweiten Mal in Prag statt.

## Ergebnisse

### Männer

#### Mehrkampf
| Rang | Athlet     | Punkte  |
| ---- | ---------- | ------- |
| 1.   | Jan Gajdoš | 138.066 |
| 2.   | Jan Sládek | 137.466 |
| 3.   | Eugen Mack | 136.400 |

#### Mannschaft
| Rang | Team             | Punkte  |
| ---- | ---------------- | ------- |
| 1.   | Tschechoslowakei | 806.666 |
| 2.   | Schweiz          | 791.200 |
| 3.   | Jugoslawien      | 741.300 |

#### Boden
| Rang | Athlet      | Punkte |
| ---- | ----------- | ------ |
| 1.   | Jan Gajdoš  | 18.833 |
| 2.   | Eugen Mack  | 18.566 |
| 2.   | Alois Hudec | 18.566 |

#### Reck
| Rang | Athlet         | Punkte |
| ---- | -------------- | ------ |
| 1.   | Michael Reusch | 19.766 |
| 2.   | Alois Hudec    | 19.700 |
| 3.   | Walter Beck    | 19.432 |

#### Barren
| Rang | Athlet         | Punkte |
| ---- | -------------- | ------ |
| 1.   | Michael Reusch | 19.563 |
| 2.   | Alois Hudec    | 19.533 |
| 3.   | Josip Primožič | 18.733 |

#### Pauschenpferd
| Rang | Athlet             | Punkte |
| ---- | ------------------ | ------ |
| 1.   | Michael Reusch     | 19.566 |
| 2.   | Vratislav Petráček | 19.466 |
| 3.   | Leo Schürmann      | 19.400 |

#### Ringe
| Rang | Athlet             | Punkte |
| ---- | ------------------ | ------ |
| 1.   | Alois Hudec        | 19.633 |
| 2.   | Michael Reusch     | 19.300 |
| 3.   | Vratislav Petráček | 19.100 |

#### Sprung
| Rang | Athlet       | Punkte |
| ---- | ------------ | ------ |
| 1.   | Eugen Mack   | 19.830 |
| 2.   | Walter Beck  | 19.660 |
| 3.   | Hans Nägelin | 18.500 |

### Frauen

#### Mehrkampf
| Rang | Athlet             | Punkte |
| ---- | ------------------ | ------ |
| 1.   | Vlasta Děkanová    | 83.660 |
| 2.   | Zdeňka Veřmiřovská | 82.710 |
| 3.   | Matylda Pálfyová   | 81.980 |

#### Mannschaft
| Rang | Team             | Punkte  |
| ---- | ---------------- | ------- |
| 1.   | Tschechoslowakei | 552.760 |
| 2.   | Jugoslawien      | 531.960 |
| 3.   | Polen            | 510.210 |

## Medaillenspiegel
| Rang | Land             |   |   |   | total |
| ---- | ---------------- | - | - | - | ----- |
| 1    | Tschechoslowakei | 6 | 6 | 2 | 14    |
| 2    | Schweiz          | 4 | 4 | 4 | 12    |
| 3    | Jugoslawien      | - | 1 | 2 | 3     |
| 4    | Polen            | - | - | 1 | 1     |